# ديفيد جاكوبس (لاعب تنس الطاولة)
ديفيد جاكوبس (بالإندونيسية: David Jacobs) هو لاعب تنس الطاولة إندونيسي، ولد في 21 يونيو 1977 في ماكاسار في إندونيسيا.

## وصلات خارجية
- ديفيد جاكوبس على موقع Paralympic.org (الإنجليزية)